# 安德烈-路易·科列斯基
安德烈-路易·科列斯基（法語：André-Louis Cholesky，1875年10月15日—1918年8月31日）是一名法國軍官、數學家。
科列斯基出生於法國蒙吉永，父親是在大移民潮時期從波蘭移民過來的科列斯基家族後代。他在波爾多的中學就讀，並進入卡米爾·若爾當與亨利·貝克勒任教的巴黎綜合理工學院 。他從事大地測量學和地圖學工作，並在第一次世界大戰前參與克里特島和北非的測量工作。科列斯基為人所知的主要原因是其開發了一種被稱為「科列斯基分解」的矩陣分解，他在測量工作中使用了這種分解法。
科列斯基在法國軍隊中擔任砲兵軍官，並於一戰結束前幾個月的一場戰役中陣亡；他的發現由他的同僚伯努瓦（Benoît）司令官在《測地線公報》中追述。

## 外部連結
- Bulletin de la SABIX, n°39 （页面存档备份，存于）, 2005, André-Louis Cholesky （法語）
- 科列斯基在巴黎綜合理工學院圖書館裡的簡歷 （页面存档备份，存于） （法語）
- 科列斯基少校 （页面存档备份，存于），訃聞
- Sur la résolution numérique des systèmes d'équations linéaires, Cholesky 1910 manuscript, online and analyzed on BibNum （页面存档备份，存于） （法語和英語） [for English, click 'A télécharger']